# 普努卡帕
普努卡帕是智利的一座村庄，起源于前哥倫布時期，位于河大区的瓦尔迪维亚省。地处克魯塞斯河与翁科爾山脈之间，当地的生态旅游业较发达。数以千计的鸟类在河岸边的湿地栖息，其中最具代表性的鸟类是黑颈天鹅。据2002年人口普查数据，普努卡帕的人口为75。

## 词源
普努卡帕（西班牙語：punucapa）出自马普切语Cunucapi，意为“豆类的沃土”。